# Ralph Trachsel
Ralph Trachsel (...) è un giocatore di football americano e allenatore di football americano svizzero che ha giocato nel ruolo di quarterback.